# 극동 군사해상운송사령부
극동 군사해상운송사령부(영어: Military Sealift Command, Far East)는 미국 해군 군사해상운송사령부 산하 극동 지역사령부이다. 싱가포르의 컨테이너 터미널인 PSA Sembawang Wharves에 본부를 두고 있다. 제7함대의 CTG-73.7이며, 인도-태평양에서 경도 68선의 인도양부터 쿠릴 열도 북쪽과 남극 남쪽까지의 책임지역이 지정되어 있다.
예전에는 군사해상운송함대지원사령부(MSFSC)에 보고를 하였으나, 단일 MSC("One MSC") 조직 개편 계획의 일부에 따라 인원과 임무가 MSC 본부로 합병되어 본부인 MSC 노퍽에 보고하고 있다.

## 역사
1950년, 6.25 전쟁이 발발하여 급격하게 늘어난 많은 수송업무를 효율적으로 처리하기 위해 군사해상운송근무대 산하 조직인 서태평양 군사해상운송근무대로서 일본 요코하마 북부선착장에서 창설되었다. 군정임무 중에 선발부대로 지정된 제24보병사단을 7월 6일에 부산항으로 운송하였다.
1969년 극동 군사해상운송근무대로 개명되었다.
1970년, 극동 군사해상운송사령부로 개명되었다.
2006년 7월, MSC의 전체개혁조치에 따라 극동 해상운송군수사령부로 개명되고, 싱가포르로 이전하였다.
MSC 사령관의 조직 검토(Organizational review) 결과로 2011년 3월에 이전 이름인 극동 군사해상운송사령부로 되돌려졌다.

## 조직
| - Captain - Commander - Petty Officer - Front Office N00+/N01+ - 행정 - 카운슬 - 인적 자원 - 공보 - 작전 N3+ - 군수 N4+ - 통신 N6+ - 재무관리 N8+ | - MSC 일본 - 요코하마 북부선착장; 2006년 7월 ~ 현재 - MSCO 오키나와 MSC 사무소 - 나하 항만시설; 1953년 1월 1일, 설립 ~ 현재 - MSCO 대한민국 MSC 사무소 - 부산 해군기지, 부산 제8부두; 1950년 설립 ~ 현재 - MSCO 디에고가르시아 MSC 사무소 - 디에고가르시아 해군지원시설; 1984년, 설립 ~ 불명 - SSU 괌 선박지원부대 - SSU 싱가포르 선박지원부대 - PSA Sembawang Wharves; 불명 - SSU 요코하마 선박지원부대 - 요코하마 북부선착장; 불명 - 제2해상선위치선박전대 (MPSRON) - 디에고가르시아 해군지원시설 - 제3해상선위치선박전대 (MPSRON-3) - 괌 해군기지 |

## 계보
- 1950년, Military Sea Transportation Service, Western Pacific (MSTWP)→서태평양 군사해상운송근무대
- 1969년, Military Sea Transportation Service, Far East (MSTS FE)→극동 군사해상운송근무대
- 1970년, Military Sealift Command, Far East (MSCFE)→극동 군사해상운송사령부
- 2006년 7월, Sealift Logistics Command, Far East(SLCFE)→극동 해상운송군수사령부
- 2011년 3월, Military Sealift Command, Far East (MSCFE)→극동 군사해상운송사령부

## 참고
1. ↑  “The U.S. Navy’s MILITARY SEALIFT COMMAND Standard Operating Manual” (PDF) (미국 영어). 2013년 3월 4일. 2024년 6월 8일에 확인함.
2. ↑  Fontana, Grady (2023년 9월 21일). “Military Sealift Command’s leadership at Yokohama operations hub changes hands during ceremony”. 《DVIDS》 (미국 영어). yokohama, kanagawa. 453921. 2024년 6월 8일에 확인함.
3. ↑  “Military Sealift Command Office Okinawa”. 《Military Sealift Command Far East》 (미국 영어). 2013년 2월 22일에 원본 문서에서 보존된 문서. 2024년 6월 8일에 확인함.
4. ↑  “Military Sealift Command Office Korea”. 《Military Sealift Command Far East》 (미국 영어). 2013년 2월 22일에 원본 문서에서 보존된 문서. 2024년 6월 8일에 확인함.
5. ↑  “Military Sealift Command Office Diego Garcia”. 《Military Sealift Command Far East》 (미국 영어). 2013년 2월 22일에 원본 문서에서 보존된 문서. 2024년 6월 8일에 확인함.
6. ↑  “Military Sealift Command Office Yokohama”. 《Military Sealift Command Far East》 (미국 영어). 2013년 2월 22일에 원본 문서에서 보존된 문서. 2024년 6월 8일에 확인함.

- “Mission, Vision, History”. 《Military Sealift Command》 (미국 영어). 2024년 6월 8일에 확인함.
- “Military Sealift Command Far East (MSCFE)”. 《globalsecurity.org》 (미국 영어). 2024년 6월 8일에 확인함.